# God of War II
God of War II je akční adventura z roku 2007, kterou vyvinulo Santa Monica Studio a vydala společnost Sony Computer Entertainment (SCE). Hra byla poprvé vydána 13. března 2007 pro PlayStation 2 a je druhým dílem série God of War, chronologicky šestým a pokračováním hry God of War z roku 2005.

## Hratelnost
Hratelnost je podobná jako v předchozím díle. Zaměřuje se na boj založený na kombech, kterých hráč dosahuje pomocí své hlavní zbraně, čepele Athény a sekundárních zbraní získaných v průběhu hry.
Obsahuje quick time eventy, které vyžadují, aby hráči rychle provedli různé akce herního ovladače a porazili silnější nepřátele a bossy. Jako alternativní bojové možnosti může hráč využít až čtyři magické útoky a schopnost zvyšující sílu. Hra obsahuje také hádanky a prvky plošinovek.

## Příběh
Hra vychází z řecké mytologie, odehrává se ve starověkém Řecku a jejím ústředním motivem je pomsta. Hlavní postavou je nový bůh války Kratos, který zabil toho původního, Área. Bůh blesku a král olympských bohů Zeus zradí Kratose, zbaví ho božství a zabije ho. Pomalu je odvlečen do podsvětí, kde ho zachrání titánka Gaia, která mu dá pokyn, aby našel Moiry, protože díky nim může cestovat zpět v čase, odvrátit svou zradu a pomstít se Diovi.

## Ohlasy
Hra se setkala s velkým ohlasem kritiky a je považována za jednu z nejlepších videoher všech dob. V roce 2007 získala ocenění Golden Joystick Awards jako hra roku pro PlayStation. V následujících letech byla několikrát umístěna na seznam nejlepších her.
K červnu 2012 se hry prodalo 4,24 milionu kusů, což z ní činí šestnáctou nejprodávanější hru pro PlayStation 2 všech dob. Stejně jako ostatní díly série se hra God of War II dočkala několika remasterů.

## Pokračování
Pokračování God of War III bylo vydáno 16. března 2010.